# Trdnjava Golkonda
Trdnjava Golconda, znana tudi kot Golkonda (teluguško 'pastirski hrib') je utrjena citadela in zgodnje glavno mesto rodbine Qutb šahi (ok. 1512–1687), ki stoji v okrožju Hajderabad, v indijski zvezni državi Telangana, Indija. Utrdbo je prvotno zgradil kakatijski vladar Pratāparudra v 11. stoletju iz zidov iz blatne opeke. Med vladavino sultana Bahmani Mohameda Šaha I., med prvo vojno Bahmani-Vidžajanagar, je bil od Musunuri Najakas prepuščen kraljem Bahmani. Po smrti sultana Mahmuda Šaha je sultanat razpadel in sultan Quli, ki so ga kralji Bahmani imenovali za guvernerja Hajderabada, je mesto utrdil in naredil za glavno mesto sultanata Golconda.
Utrdba Golconda je trenutno zapuščena in v ruševinah. Unesco je leta 2014 z drugimi utrdbami v regiji uvrstil kompleks na svoj poskusni seznam, da bi postal svetovna dediščina, pod imenom Spomeniki in utrdbe dekanskega sultanata.
Zaradi bližine rudnikov diamantov, zlasti rudnika Kollur, je Golconda cvetela kot trgovsko središče velikih diamantov, znanih kot Golkondski diamanti. Regija je ustvarila nekaj najslavnejših diamantov na svetu, vključno z brezbarvnim Koh-i-Noor (danes je v lasti Združenega kraljestva), modrega Hope (ZDA), roza Daria-i-Noor (Iran), belega Regent (Francija), Dresdenski zeleni diamant (Nemčija) in brezbarvni Orlov (Rusija), Nizam in Jacob (Indija), pa tudi že izgubljeni rumen Florentinski diamant, svetlozelen diamant Akbar šah in diamant Veliki Mogul.

## Zgodovina
Golconda je bila prvotno znana kot Mankal. Trdnjavo Golconda so najprej postavili Kakatiji kot del njihovih zahodnih obramb vzdolž linije utrdbe Kondapalli. Mesto in trdnjava sta bila zgrajena na granitnem griču, visokem 120 metrov, ki ga obdajajo masivni prsobrani. Trdnjavo sta obnovila in utrdila Rani Rudrama Devi in njen naslednik Prataparudra. Kasneje je utrdba prišla pod nadzor Kama Musunuri Najaka, ki je premagal vojsko rodbine Tughlaqi, ki je zasedla Varangal. Kamemski kralj Musunuri Kapaja Najaka jo je odstopil Bahmanskemu sulnatu kot del pogodbe iz leta 1364.
Pod Bahmanovim sultanatom se je Golconda počasi dvigala na vidno mesto. Sultan Quli Qutb-ul-Mulk (vladal 1487–1543), ki so ga Bahmanidi poslali za guvernerja v Golcondo, je mesto ustanovil kot sedež svoje vlade okoli leta 1501. Bahmanska vladavina je v tem obdobju postopoma oslabela, sultan Quli pa je formalno postal leta 1538 neodvisen, z ustanovitvijo rodbine Qutb šahi s sedežem v Golkondi.  V obdobju 62 let so utrdbo iz blata razširili prvi trije Qutb šahi sultani v sedanjo strukturo, masivno granitno trdnjavo, ki obsega okoli 5 km po obodu. Glavno mesto rodbine Qutb šahi je ostala do leta 1590, ko se je glavno mesto preselilo v Hajderabad. Qutb šahi so razširili trdnjavo na 7 km zunanjega obzidja, ki  je obdajalo mesto.
V začetku 17. stoletja je v Golkundi obstajala močna industrija tkanja bombaža. Za domačo in izvozno porabo so bile proizvedene velike količine bombaža. Izdelana je bila kakovostna navadna ali vzorčna tkanina iz muslina in kaliko. Navadna tkanina je bila na voljo v beli ali rjavi barvi, v beljeni ali barvani vrsti. Izvoz tega blaga je šel v Perzijo in evropske države. Tkanina z vzorcem je bila narejena iz odtisov, ki so bili avtohtono izdelani z indigo za modro, čaj-rdeča za rdeče obarvane odtise in rastlinsko rumeno. Izvoz tkanin z vzorci je šel večinoma na Javo, Sumatro in druge vzhodne države.
Trdnjava je dokončno propadla leta 1687, potem ko je osemmesečno obleganje pripeljalo do padca v roke mogulskega cesarja Aurangzeba.

## Diamanti
Trdnjavo Golconda so imeli za trezor, kjer so bili nekoč shranjeni znameniti diamanti Koh-i-Noor in Hope skupaj z drugimi diamanti.
Golconda je znana po diamantih, ki so jih našli na jugovzhodu v rudniku Kollur v bližini Kollurja, v okrožju Guntur, Paritala in Atkur v okrožju Krišna in jih razrezali v mestu med vladavino Kakatija. Takrat je imela Indija edine znane rudnike diamantov na svetu. Golkonda je bilo tržno mesto trgovine z diamanti, kamni, ki so jih tam prodali, so prihajali iz številnih rudnikov. Mesto znotraj trdnjave je bilo znano po trgovini z diamanti.
Ime je dobilo splošen pomen in je postalo povezano z velikim bogastvom. Gemologi to klasifikacijo uporabljajo za označevanje diamanta s popolnim (ali skoraj popolnim) pomanjkanjem dušika; Golconda material se imenuje tudi 2A.
Šteje se, da so bili iz rudnikov Golkonde izkopani številni znameniti diamanti, kot so:
- Daria-i-Noor
- Noor-ul-Ain
- Koh-i-Noor
- diamant Hope
- diamant Princie
- diamant Regent
- Wittelsbachov diamant

- Diamant Daria-i-Noor
- Diamant Hope
- Koh-i-Noor
- Wittelsbachov diamant

Do 1880-ih so Golconda angleški govorci na splošno uporabljali za sklicevanje na kateri koli posebej bogat rudnik in kasneje na kateri koli vir velikega bogastva.
V času renesanse in zgodnjem sodobnem obdobju je ime Golconda pridobilo legendarno avro in postalo sinonim za ogromno bogastvo. Rudniki so prinesli bogastvo Qutb šahu iz države Hajderabad, ki je vladal Golcondi do leta 1687, nato Nizamu Hajderabadu, ki je vladal po osamosvojitvi od Mogulskega imperija 1724 do 1948, ko je prišlo do indijske integracije Hajderabada.

## Trdnjava
Trdnjava Golconda je na uradnem seznamu spomenikov, ki ga je pripravila Arheološka uprava Indije v skladu z Zakonom o antičnih spomenikih in arheoloških najdiščih in ostankih, navedena kot arheološki zaklad. [12] Dejansko jo sestavljajo štiri različne utrdbe z 10 km dolgim zunanjim obzidjem s 87 polkrožnimi bastijoni (na nekaterih so še vedno nameščeni topovi), osmimi vrati in štirimi dvižnimi mostovi, s številnimi kraljevimi stanovanji in dvoranami, templji, mošejami, skladišči, hlevi itd. Najnižja od njih je najbolj oddaljen ograjen prostor, v katerega vstopimo s Fateh Darwaza (vrata Zmage, tako imenovana po zmagovitem prihodu Aurangzebove vojske skozi ta vrata) z velikanskimi železnimi trni (da bi slonom preprečili, da bi strmoglavili) v bližini jugovzhodnega kota. Akustični učinek je mogoče doživeti v Fateh Darwazaan, značilen za inženirska čuda v Golcondi. Ploskanje na določeni točki pod kupolo na vhodu odmeva in ga je jasno slišati v paviljonu 'Bala Hisar', najvišji točki skoraj kilometer stran. To je delovalo kot opozorilno sporočilo v primeru napada.
Celoten kompleks trdnjave Golconda in njene okolice se razprostira na 11 km skupne površine in odkrivanje vsakega njenega konca je naporna naloga. Obisk trdnjave razkriva arhitekturne lepote v številnih paviljonih, vratih, vhodih in kupolah. Razdeljena na štiri okrožne utrdbe, arhitekturni pogum še vedno žari v vseh stanovanjih, dvoranah, templjih, mošejah in celo hlevih. Vrtovi so morda izgubili vonj, po katerem so bili znani pred 400 leti, vendar je sprehod po teh nekdanjih vrtovih še vedno zanimiv.
Vrata Bala Hissar na vzhodni strani so glavni vhod v trdnjavo. Imajo koničasti lok, obrobljen z vrstami spiral. Spandreli imajo yalis in okrašene rondele. Območje nad vrati ima pave z okrašenimi repi, ki obdajajo okrasno obokano nišo. Spodnja plošča iz granitnega bloka ima vrezan yalis z diskom na strani. Zasnova pavov in levov je značilna za hindujsko arhitekturo in temelji na hindujskem izvoru te trdnjave.
Toli Masjid, ki je v mestu Karvan, približno 2 km od trdnjave Golconda, je leta 1671 zgradil Mir Musa kan Mahaldar, kraljevi arhitekt Abdullaha Qutb šaha. Pročelje je sestavljeno iz petih lokov, v katerih je v vsakem spandrelu lotosov medaljon. Osrednji lok je nekoliko širši in bolj okrašen. Mošeja je v notranjosti  razdeljena na dve dvorani, prečno zunanjo dvorano in notranjo dvorano, v katero se vstopa skozi trojne oboke.
Trdnjava je znana po čarobnem akustičnem sistemu. Najvišja točka je "Bala Hissar", ki se nahaja kilometer stran. Palače, delavnice, vodovod in znameniti top Rahban znotraj utrdbe so nekatere od glavnih znamenitosti.
Menijo, da obstaja skrivni predor, ki vodi iz Durbarjeve dvorane in se konča v eni od palač ob vznožju hriba. V utrdbi so tudi grobnice kraljev Qutub šahi. Te grobnice imajo islamsko arhitekturo in so približno 1 km severno od zunanje stene Golconde. Obdajajo jih čudoviti vrtovi in številni izvrstno izklesani kamni. Verjame se tudi, da je do Charminarja v Hajderabadu obstajal skrivni predor.
Dva posebna paviljona na zunanji strani Golconde sta tudi glavni znamenitosti utrdbe. Zgrajena sta na točki, ki je precej kamnita. V trdnjavi je tudi Kala Mandir. Viden je iz kraljevega durbja (kraljevega dvorišča), ki je bilo na vrhu Golconde.
V trdnjavi so tudi druge stavbe:
Habši Kamans (abasijski loki), Ašlah kana, mošeja Taramati, Ramadas Bandihana, kamelji hlev, zasebne sobe (kilwat), mrliška kopel, Nagina bagh, Ramasasina kotha, durbarska dvorana, Ambar kana itd.
Ta veličastna zgradba ima čudovite palače in iznajdljiv sistem oskrbe z vodo. Na žalost edinstvena arhitektura zdaj izgublja svoj čar.
Prezračevanje trdnjave je z eksotičnimi dizajni popolno. Bilo je tako zapleteno zasnovano, da je hladen vetrič lahko segel v notranjost trdnjave in zagotavljal predah od poletne vročine.
Ogromna vhodna vrata v trdnjavo so okrašena z velikimi koničastimi železnimi trni. Ti trni so slonom preprečili, da bi utrdbo poškodovali. 
Trdnjava Golconda ima na vhodu zemljevid, s pomočjo katerega je mogoče obiskati vse kraje utrdbe Golconda

## Vladajoče rodbine Golconde
V Golcondi je skozi leta vladalo več rodbin.
- Kakatija kralji
- Kamma Najakas
- Bahamanski sultani
- Rodbina Qutb šahi
- Mogulsko cesarstvo

## Naya Qila (Nova trdnjava)
Main article: Naya Qila
Naya Qila je razširjen del trdnjave Golconda, ki so jo kljub odporu kmetov, ki so bili lastniki zemlje in različnih nevladnih organizacij v mestu, spremenili v golf klub Hajderabad. Stene nove utrdbe se začnejo za stanovanjskim območjem s številnimi stolpi in Hatiyan ka Jhadu ('drevo velikosti slonov' - starodavno drevo baobab z ogromnim obsegom). Tu je tudi vojna mošeja. Lokacija je zaradi igrišča za golf omejena za obiskovalce.

## Grobnica Qutub šaha
Grobnice sultanov Qutub šahi ležijo približno kilometer severno od zunanjega obzidja Golconde. Te strukture so narejene iz lepo izklesanih kamnitih zidov, obdane z urejenimi vrtovi. Odprte so za javnost in sprejmejo veliko obiskovalcev.

## Unescova svetovna dediščina
Stalna delegacija Indije pri Unescu je leta 2010 predlagala Unescu uvrstitev na seznam svetovne dediščine utrdbo Golconda in druge spomenike rodbine Qutb šahi iz Hajderabada (Charminar in grobnice Qutb šahi). Trenutno so vključeni na poskusni seznam.

## Vplivi

### V popularni kulturi
- Knjiga Russela Conwella Acres of Diamonds pripoveduje zgodbo o odkritju rudnikov Golconda.
- Slika Renéja Magritta Golconda je dobila ime po trdnjavi.
- Zgodnja pesem Johna Keatsa On receiving a curious Shell se začne z vrsticami: »Ali si iz jam Golconde, dragulj / čist kot ledena kapljica, ki je zmrznila na gori?« [16]
- Navedena v klasičnem ruskem baletu, La Bayadère
- V romanu Anthonyja Doerrja (Pulitzerjeva nagrada) All the Light We Cannot See, omenja rudnike Golconda kot mesto odkritja diamanta Sea of Flames.

### Kraji imenovani po Golcondi
- Mesto v Illinoisu v Združenih državah Amerike nosi ime Golconda.
- Mesto v zvezni državi Nevada je poimenovano po Golcondi.
- Vas v južnem delu Trinidada je dobila ime v 19. stoletju po bogatem zemljišču, ki je bilo nekoč posestvo sladkornega trsa. Trenutno vas Golconda zasedajo večinoma potomci vzhodnoindijskih hlapcev.

## Galerija
- Trdnjava Golconda
- Trdnjava Golconda iz ceste
- Rušebine kamnitega loka
- Trdnjava nad mestom
- Stopnice vodijo na vrh trdnjave
- Ambar Khana
- Rani Mahal
- Mošeja Taramati
- Trdnjava Golconda v notranjosti
- Detajl
- Notranjost
- Pogled na trdnjavo Golconda